# Cuzieu (Loire)
Cuzieu ist eine französische Gemeinde mit 1.496 Einwohnern (Stand: 1. Januar 2022) im Département Loire  in der Region Auvergne-Rhône-Alpes. Cuzieu gehört zum Arrondissement Montbrison und zum Kanton Andrézieux-Bouthéon.

## Geografie
Cuzieu liegt etwa 21 Kilometer nordnordwestlich von Saint-Étienne in der historischen Landschaft Forez. Die Loire begrenzt die Gemeinde im Westen. Umgeben wird Cuzieu von den Nachbargemeinden Montrond-les-Bains im Norden und Nordwesten, Saint-André-le-Puy im Norden, Bellegarde-en-Forez im Nordosten, Saint-Galmier im Osten, Chambœuf im Süden und Südosten, Rivas im Süden sowie Unias im Nordwesten.

## Bevölkerungsentwicklung
| Jahr                       | 1962 | 1968 | 1975 | 1982 | 1990 | 1999 | 2006 | 2017 |
| -------------------------- | ---- | ---- | ---- | ---- | ---- | ---- | ---- | ---- |
| Einwohner                  | 524  | 466  | 585  | 712  | 1155 | 1389 | 1478 | 1525 |
| Quellen: Cassini und INSEE |      |      |      |      |      |      |      |      |

## Sehenswürdigkeiten
- Kirche Saint-Martin aus dem 14. Jahrhundert
- Renaissanceschloss, Monument historique

## Weblinks

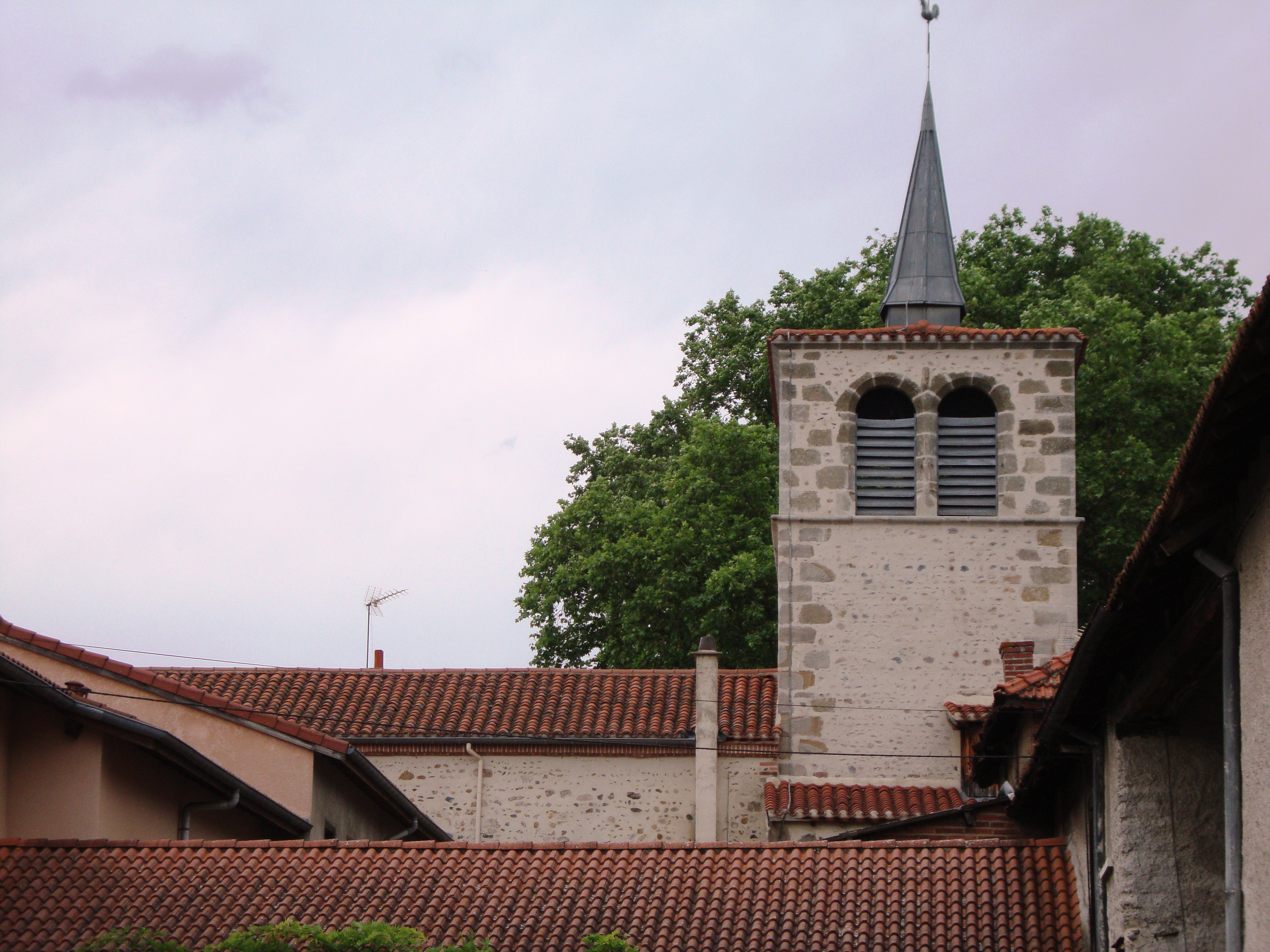
Kirche Saint-Martin